# Papel Pampa
Papel Pampa är en slätt i Bolivia.   Den ligger i departementet Oruro, i den centrala delen av landet, 230 km nordväst om huvudstaden Sucre.
Omgivningarna runt Papel Pampa är i huvudsak ett öppet busklandskap. Runt Papel Pampa är det ganska glesbefolkat, med 39 invånare per kvadratkilometer.